# Blasco de Grañén
Pour les articles homonymes, voir Grañén (homonymie).

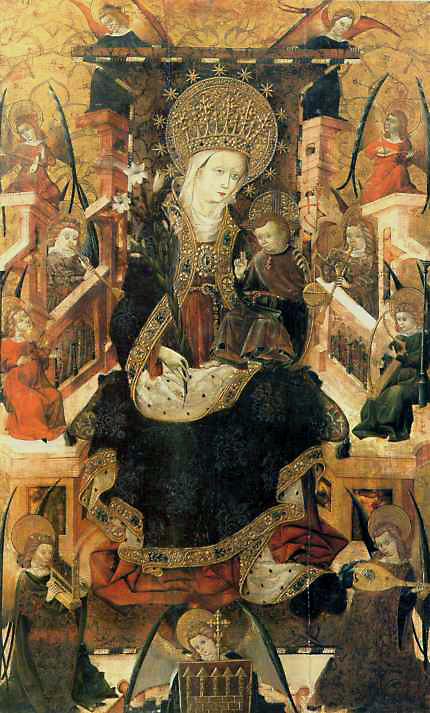
Marie, Reine des Cieux, panneau du retable de l'église Sainte-Marie-Majeure d'Albalate del Arzobispo (1437-1439), conservé au musée de Saragosse.

Blasco de Grañén (né à Saragosse vers 1400 - mort dans cette même ville en octobre 1459), parfois appelé maître de Lanaja est un peintre de la période gothique, actif en Aragon à partir de 1422. Il a été peintre du roi Jean II d'Aragon. Pedro García de Benavarre a été l'un de ses assistants ; ils ont travaillé ensemble à la réalisation de plusieurs retables pour le monastère Saint-Pierre de Siresa vers 1445.

## Œuvres
- Saint Michel archange
- Retable de l'église de Lanaja (province de Huesca)
- Retable de l'église d'Ontiñena (province de Saragosse)
- Retable du couvent Saint-François de Tarazona (province de Saragosse)
- Retable de l'église Saint-Sauveur d'Ejea de los Caballeros (terminé par son neveu Martín de Soria)
- Retable de l'église paroissiale de Tosos (province de Saragosse)
- Retable de l'église Sainte-Marie-Majeure d'Albalate del Arzobispo (province de Teruel)
- Retable du monastère Saint-Pierre de Siresa (Valle de Hecho, province de Huesca)
- Retable du monastère Sainte-Marie de Sigena (Monegros, province de Huesca)
- Retable de saint Blaise, de la Vierge de Miséricorde et de saint Thomas Becket d'Anento (province de Saragosse)